# Завод имени Ворошилова (футбольный клуб)
«Завод им. Ворошилова» — советский футбольный клуб из Воронежа.
Основан в 1933 году, как заводская команда при авиационном заводе № 18 имени К. Е. Ворошилова.
В 1942 году завод вместе с командой был эвакуирован в Куйбышев. Часть игроков воронежского коллектива перешли в создаваемую команду «Крылья Советов» (Куйбышев): защитники Иван Рожков (1920 г. р.), Василий Рожков (1922), Борис Герасимов (1913), нападающие Михаил Ходня (1915), Николай Михеев (1911), Сергей Румянцев (1916), Дмитрий Синяков (1921), Алексей Колесников (1913), Владимир Теляк (1913). Оставшиеся игроки остались в своей команде и вернули прежнее название «Завод им. Ворошилова».
В 1946 году в Воронеже принято решение о возрождении «Команды Сталинского района» — часть игроков вернулась в Воронеж. В «Крылья Советов» (Куйбышев) перешел Иван Ширяев. Команда перестала существовать.

## Достижения
- Чемпионат СССР по футболу — 6 место (в Нижневолжской зоне РСФСР 3-й группы в 1946).
- Кубок СССР по футболу — 1/64 финала (1938).
- Чемпионы первенства Воронежа (1940).
- Чемпионы первенства Воронежской области (1940).
- Чемпионы первенства Центрального Совета Добровольного спортивного общества «Крылья Советов» (1939).
- Полуфиналист зонального турнира Розыгрыша Кубка РСФСР (1939).

## Наименования
- 1933—1936 — Завод имени Ворошилова (Воронеж)
- 1937—1941 — Крылья Советов (Воронеж)
- 1941—1942 — команда капитана Шевалдина[4]
- 1942—1946 — Завод имени Ворошилова (Куйбышев)

## Выступления в первенстве СССР
| Сезон | Дивизион                            | Место | Игр | Выигрыши | Ничьи | Поражения | Разница мячей | Очки |
| ----- | ----------------------------------- | ----- | --- | -------- | ----- | --------- | ------------- | ---- |
| 1946  | Нижневолжская зона РСФСР 3-й группы | 6     | 11  | 2        | 2     | 7         | ?-?           | 6    |

## Выступления в Кубке СССР
| Розыгрыш | Стадия      | Дата       | Место матча | Соперник                     | Счет |
| -------- | ----------- | ---------- | ----------- | ---------------------------- | ---- |
| 1938     | 1/256       | 06.07.1938 | Воронеж     | ДКА (Воронеж)                | 4:0  |
| 1938     | 1/128       | 12.07.1938 | Воронеж     | Дзержинец (Орджоникидзеград) | 2:0  |
| 1938     | 1/64        | 18.07.1938 | Воронеж     | Динамо (Воронеж)             | 0:1  |
| 1938     | переигровка | 30.07.1938 | Воронеж     | Динамо (Воронеж)             | 1:3  |